# Central Heights-Midland City, Arizona
Central Heights-Midland City je naseljeno područje za statističke svrhe u američkoj saveznoj državi Arizona, okrug Gila. Prema popisu stanovništva iz 2010. u njemu je živjelo 2,534 stanovnika.